# Resinomycena acadiensis
Resinomycena acadiensis är en svampart som beskrevs av Redhead & Singer 1981. Resinomycena acadiensis ingår i släktet Resinomycena och familjen Mycenaceae.   Inga underarter finns listade i Catalogue of Life.